# 西中島村 (岐阜県)

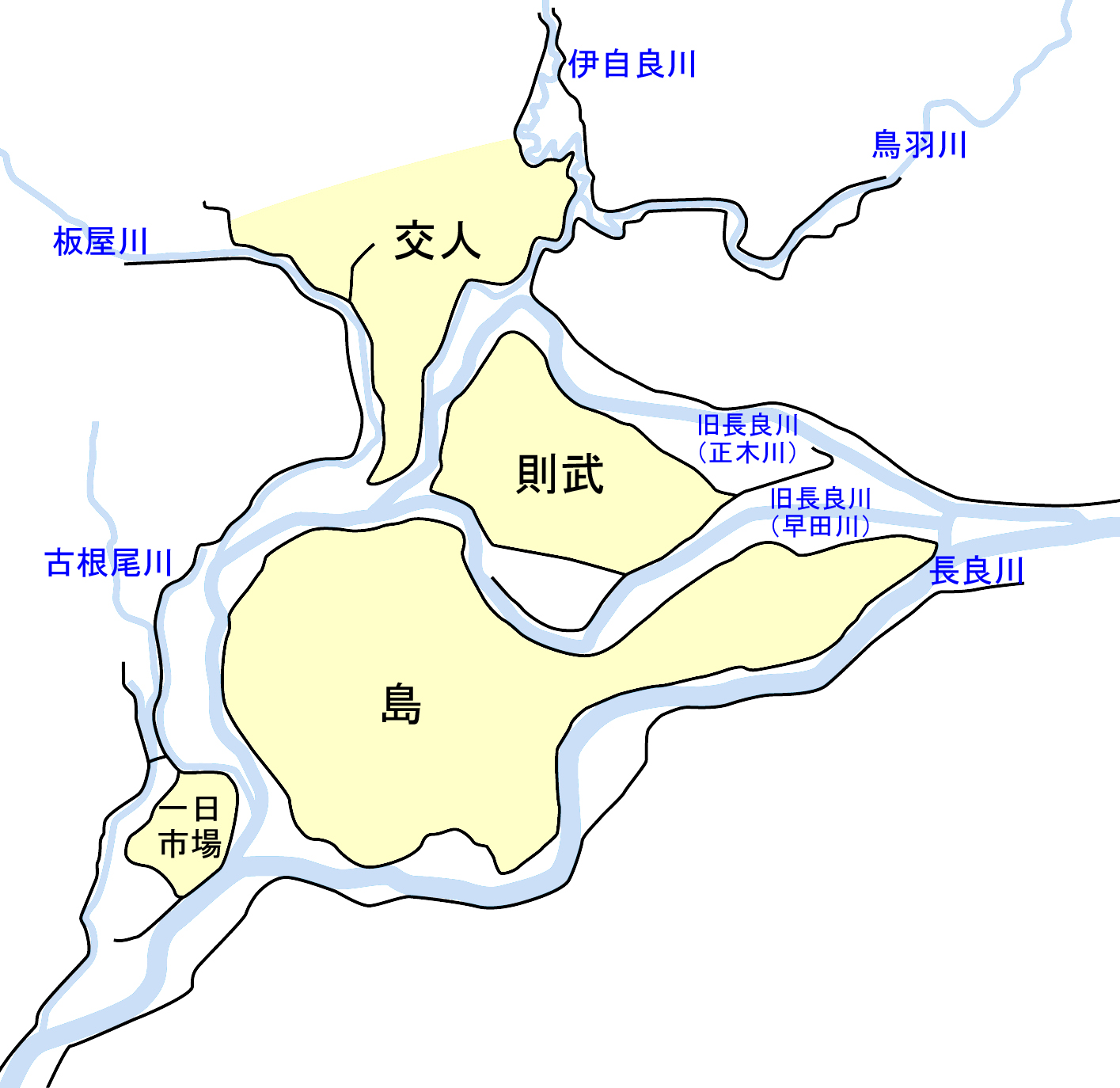
長良川改修以前の長良川分岐点付近の河川と輪中の分布。西中島村は島輪中内に位置した。

西中島村（にしなかじまむら）は、かつて岐阜県稲葉郡にあった村である。
現在の岐阜市西中島などに該当する。
明治初期までは厚見郡中島村であったが、西中島村に改称している。これは同じ厚見郡内に同名の中島村（現・岐阜市東中島）が存在したため、重複を避けたものである。町村制で西中島村の発足時は厚見郡であったが、郡の合併で稲葉郡の村となっている。

## 歴史
- 1874年（明治7年） - 中島村から西中島村に改称する。
- 1875年（明治8年） - 菅生村、西島村、西中島村、江口村が合併し、八幡村となる。
- 1882年（明治15年） - 八幡村が菅生村、西島村、西中島村、江口村（いずれも2代）に分割される。
- 1889年（明治22年）7月1日 - 町村制により、西中島村発足。
- 1892年（明治25年）9月20日 - 江口村字油樽を編入する。
- 1897年（明治30年）4月1日[2] - 方県郡の一部、厚見郡、各務郡の合併により稲葉郡の所属となる。
- 1897年（明治30年）4月1日 - 近島村、池ノ上村、北島村、萱場村、菅生村、江口村、早田村、東島村、旦ノ島村と合併し島村が発足。同日西中島村廃止。